# Combat Mission 3: Afrika Korps
Combat Mission 3: Afrika Korps là tựa game chiến thuật theo lượt lấy bối cảnh Thế chiến II thuộc dòng game Combat Mission. Phiên bản này chủ yếu tập trung vào các chiến dịch ở Bắc Phi, Đông Phi, Ý, và Crete. Về phần phe Đồng Minh gồm có các nước Anh, Mỹ, Pháp Tự do, Canada, Ba Lan, Úc, New Zealand và Nam Phi. Phe Trục bao gồm Đức Quốc xã và Ý.

## Demo kịch bản
Một bản demo chính có thể chơi được do chính hãng Battlefront.com cung cấp. Bản demo này không có sẵn công cụ tạo màn, nhưng đã cho phép chơi solo, hotseat, email và thể thức TCP/IP của hai màn kịch bản bao gồm.
Kịch bản đầu tiên mô tả nhóm bộ binh và thiết giáp quân Đức đang tấn công nhóm bộ binh và thiết giáp quân Mỹ trên vùng sa mạc mở và băng qua một con sông nông để tiến vào ốc đảo đầu năm 1943. Kịch bản này nhấn mạnh một số tính năng mới của hệ thống game CM, bao gồm đám mây bụi do khí tài tạo ra và mô hình hóa xe tăng đa nòng pháo.
Kịch bản thứ hai miêu tả một cuộc tấn công của quân đội Mỹ vào một ngôi làng do quân Đức trấn giữ ở Ý vào năm 1944.